# مصباح زين (مسرحية)
مصباح زين مسرحية أطفال استعراضية غنائية هادفة عرضت في الكويت في عيد الفطر السعيد بتاريخ 19 أغسطس 2012، والمسرحية بطولة شجون، فاطمة الصفي، حمد أشكناني، عبد الله بهمن، وطلال باسم، وهي من تأليف الكاتبة هبة مشاري حمادة، وألحان جاد الرحباني، وإخراج سمير عبود ع.م، وقد نظمتها وقامت برعايتها شركة زين للاتصالات، لاقت المسرحية نجاحا كبيرا وجماهيرية كبيرة ليس من قبل الأطفال فقط وإنما من الجماهير من كافة الأعمار، المسرحية مستوحاة من قصة مصباح علاء الدين الشهيرة وهي تهدف إلى تشجيع الطفل على التفكير واستخدام عقله في إيجاد الحلول للمشاكل التي تواجهه.

## الفنانون المشاركون بالمسرحية
| الممثلون      | الشخصية        |
| ------------- | -------------- |
| شجون          | المارد زين     |
| فاطمة الصفي   | الأميرة ياسمين |
| حمد أشكناني   | علاء الدين     |
| عبد الله بهمن | الوزير         |
| طلال باسم     | الراوي         |
| صابرين بورشيد | مجاميع         |
| أميرة النجدي  | مجاميع         |
| فرح           | مجاميع         |